# François de Beauharnais
För andra betydelser, se François de Beauharnais (olika betydelser).
François de Beauharnais, född 12 augusti 1756, död 3 mars 1846, var en fransk markis, politiker och militär.
de Beauharnais gjorde sig känd som en orädd förespråkare för den rojalistiska högern, emigrerade 1792, samma år som skräckväldet tog fart. I exilen deltog han som officer i emigranternas militära företag under  prinsen av Condé. Efter 1798 sökte de Beauharnais, som var besläktad med Napoleon I, att förmå denna att återuppsätta bourbonnerna på Frankrikes tron. Han återvände 1804 till Frankrike, blev 1805 sändebud i Etrurien och 1807 i Madrid. Då han här på egen hand började före politik, återkallades han och levde i tillbakadragenhet till 1814, då Ludvig XVIII belönade honom för de tjänster han gjort, genom att upphöja honom till pär.

## Fotnoter
1. ↑  Gemeinsame Normdatei, Deutsche Nationalbibliotheks katalog-id-nummer: 1160982607749153-1, läst: 17 oktober 2015.[källa från Wikidata]
2. ↑  Valérie Masuyer, Mémoires, lettres, et papiers de Valérie Masuyer : dame d'honneur de la reine Hortense, publiés sous le patronage de la famille, Plon, 1937, s. 340.[källa från Wikidata]
3. ↑  Frankrikes nationalförsamling (red.), Sycomore, Sycomore-ID: 11984, läs online, läst: 9 oktober 2017.[källa från Wikidata]